# Colegiul Național „Emil Racoviță” din Cluj-Napoca
Colegiul Național „Emil Racoviță” din Cluj a fost înființat la 11 octombrie 1919, ca școală civilă de băieți și fete. În 1920 școala a fost extinsă cu un internat pentru copiii din mediul rural. 
În anul școlar 1921-1922 școala avea 184 de elevi, dintre care 90 erau la internat. Din 1922 acesta a fost transformat într-un Seminar Pedagogic Universitar, menire pe care a purtat-o până în 1948.
Printre conducătorii acestei instituții s-au numărat Iuliu Hațieganu, D.D. Roșca și Petre Pogăceanu. 
Aici au studiat Constantin Daicoviciu și Florin Piersic.
Colegiul se numără printre cele mai bune din România. În 2021 s-a clasat pe locul 3 la nivel național conform rezultatelor la examenul de bacalaureat, având o medie de 9,27 și o promovabilitate de 100%.